# Jakob-Prandtauer-Volks-und-Hauptschule
Die Jakob-Prandtauer-Volks-und-Hauptschule befindet sich im niederösterreichischen Melk, in der Dr.-Wilhelm-Reich-Straße 7, und war vormals ein Blindenheim.

## Geschichte
Das Blindenheim Elisabethinum wurde von 1900 bis 1901 errichtet und bis 1938 als Heim für blinde Menschen genutzt. Im Zuge des Anschluss Österreichs an das nationalsozialistische Deutsche Reich wurde es 1938 von den Nationalsozialisten geschlossen. Auf dem Grundstück wurde von 1959 bis 1963 eine Volks- und Hauptschule gebaut, wobei der Baukörper des ehemaligen Blindenheimes einbezogen und dabei stark verändert wurde.
Von 1972 bis 1974 und 1996 erfolgten Anbauten. Die nach dem österreichischen Barockbaumeister Jakob Prandtauer benannte Schule besteht aus mehreren dreigeschoßigen Trakten mit schlichten Fassaden. Die Mosaikdekoration Donauschifferlied stammt von dem Wiener Maler Rudolf Eisenmenger.